# Anthony Carter
Pour les articles homonymes, voir Carter.
Anthony Bernard Carter, né le 16 juin 1975 à Milwaukee au Wisconsin, est un joueur et entraîneur américain de basket-ball. Comme joueur, il évolue au poste de meneur.

## Biographie
Il n'est pas retenu lors de la draft 1998 de la NBA. Le 22 février 2011, il est envoyé aux Knicks de New York dans le cadre du transfert de Carmelo Anthony. Laissé libre par ceux-ci, il s'engage avec les Raptors de Toronto le 12 décembre 2011 avant qu'ils ne mettent un terme à son contrat le 15 mars 2012.
En juillet 2023, il quitte l'encadrement du Heat de Miami pour devenir entraîneur adjoint aux Grizzlies de Memphis. Il n'est pas conservé par les Grizzlies au terme de la saison 2024-2025.